# Klara Bodinson
Klara Bodinson, född 11 juni 1990, är en svensk friidrottare. Hon vann SM-guld på 3 000 meter hinder 2014. Hon tävlar för Sävedalens AIK.
Klara Bodinson deltog på 3 000 meter hinder vid U23-EM i Ostrava, Tjeckien men slogs ut i försöken med tiden 10:17,71.
År 2015 sprang Bodinson 3 000 meter hinder vid VM i Peking, men blev utslagen i kvalet.

## Personliga rekord
| Utomhus - 800 meter – 2:18,26 (Stockholm 7 augusti 2007) - 1 500 meter – 4:27,28 (Stockholm 21 augusti 2014) - 3 000 meter – 9:32,84 (Tjeboksary, Ryssland 20 juni 2015) - 5 000 meter – 16:05,49 (Stockholm 12 september 2015) - 1 500 meter hinder – 5:03,10 (Nyköping 4 augusti 2006) - 2 000 meter hinder – 6:30,80 (Göteborg 22 juli 2014) - 3 000 meter hinder – 9:40,21 (Ninove, Belgien 1 augusti 2015) | Inomhus - 800 meter – 2:15,57 (Stockholm 18 februari 2009) - 1 500 meter – 4:28,70 (Göteborg 7 februari 2015) - 1 engelsk mil – 4:59,85 (Norman, Oklahoma USA 22 januari 2011) - 3 000 meter – 9:29,08 (Bærum, Norge 14 februari 2015) |